# 3380 Awaji
3380 Awaji је астероид главног астероидног појаса са средњом удаљеношћу од Сунца која износи 2,842 астрономских јединица (АЈ).
Апсолутна магнитуда астероида је 11,9.